# Роша, Паулу
Паулу Роша (порт.  Paulo Rocha, 22 декабря 1935, Порту — 29 декабря 2012, Вила-Нова-ди-Гая) — португальский кинорежиссёр, сценарист, продюсер, актёр, один из лидеров движения Новое португальское кино.

## Биография
Учился на юридическом факультете Лиссабонского университета, в 1959 бросил учебу и уехал во Францию. В 1962 окончил Институт высших кинематографических исследований в Париже по специальности «режиссёр-постановщик», был ассистентом Жана Ренуара на фильме Пришпиленный капрал (1962). Испытал влияние итальянского неореализма и французской новой волны. Вернувшись на родину, работал ассистентом Мануэла де Оливейры на съемках Весеннего действа (1963) и Охоты (1964). В 1963 показал свой первый полнометражный фильм Ранние годы, ставший одним из манифестов нового кино. Играл в фильмах Оливейры (Франсишка, Атласный башмачок), Жоржи Силвы Мелу, Жуана Канижу и др.
В 1973—1974 возглавлял Португальский киноцентр. В 1975—1983 служил атташе по культуре посольства Португалии в Токио. Для международного проекта «Кинорежиссёры нашего времени» снял документальные ленты о Мануэле де Оливейре (1992) и Сёхэе Имамуре (1995).
Скончался в больнице от последствий инсульта.

## Фильмография
- 1963 : Ранние годы/ Os Verdes Anos (премия Локарнского МКФ за лучший дебютный фильм)
- 1966 : Изменить жизнь/ Mudar de Vida
- 1971 : Sever do Vouga… Uma Experiência (короткометражный)
- 1972 : A Pousada das Chagas (короткометражный)
- 1982 : Остров любви/ A Ilha dos Amores (также актёр; номинация на Золотую пальмовую ветвь Каннского МКФ)
- 1984 : Остров Морайша/ A Ilha de Moraes (документально-биографический, о португальском писателе Венсеслау де Морайше, переселившемся в Японию, прожившем там последние тридцать лет жизни и умершем в префектуре Токусима)
- 1987 : O Desejado (номинация на Золотого льва Венецианского МКФ)
- 1989: Máscara de Aço contra Abismo Azul (телевизионный)
- 1993 : Portugaru San — O Sr. Portugal em Tokushima (видео)
- 1998 : Река золота/ O Rio do Ouro (номинация на Золотой Кикито МКФ в Грамаду)
- 1998 : Сamões — Tanta Guerra, Tanto Engano (видео)
- 2000 : A Raiz do Coração (номинация на Золотой леопард Локарнского МКФ)
- 2001 : As Sereias
- 2004 : Vanitas (премия кинокритики на МКФ в Турине)
- 2011 : Se Eu Fosse Ladrão, Roubava